# Мор Баллаги
Мор Баллаги (настоящие имя и фамилия — Морис (Мориц) Блох (венг. Ballagi Mór; 18 марта 1815, Иновец, Земплинского комитата Австрийская империя — 1 сентября 1891, Будапешт, Австро-Венгрия) — венгерский лингвист, протестантский теолог, имперский советник, профессор Будапештской реформаторской духовной академии, действительный член Венгерской академии наук.

## Биография
Родился в многодетной еврейской семье. Его отец и дед, были медиками, членами Венгерской академии наук. Благодаря отцу изучал иврит и Талмуд.
С 1831 г. посещал реформаторскую коллегию в г. Папе и потом Пештский университет. Изучал богословие, философию, классические языки.
После занятий восточными языками в Парижском университете в 1839 году, М. Баллаги впервые выступил в печати с небольшой брошюрой в пользу евреев «A zsidókról» («О евреях», Пешт, 1840 г.). В своём желании способствовать ассимиляции их с мадьярами, предпринял перевод Библии на венгерский язык, снабдив его критическими и экзегетическими примечаниями, но издал только Пятикнижие Моисея и Книгу Иисуса Навина (Пешт, 1840—43 гг.).
В 1840 стал членом Венгерской академии наук, в 1843 отправился в Германию, где перешёл в протестантство и стал кальвинистом. В 1847 Блох сменил своё имя на Баллаги. В течение года занимался в Тюбингенском университете богословием. В 1844 году был приглашён занять профессорскую кафедру в Евангелистском лицее в Сарваше, и читал лекции до Весны народов 1848 г., во время которой сначала был секретарём генерального штаба при Гергее, затем секретарём военного министерства.
В 1851 М. Баллаги снова занял должность профессора в Сарваше, но через некоторое время отправился в Кечкемет, а оттуда в Пешт, где состоял при реформаторском Евангелическо-богословском институте. В качестве богослова основал в 1858 году «Protestant egyházi es iskolai Jар» («Протестантская церковная и училищная газета»), служившую органом наиболее передовых течений протестантства.
С 1858 — действительный членом Академии наук, в 1878 году прекратил свою учебную деятельность. Был полиглотом — знал 16 языков, в том числе, иврит, латынь, греческий, санскрит, европейские языки и др.

## Научная деятельность
Своей известностью М. Баллаги обязан, главным образом, работам по исследованию венгерского языка. Он автор «Полного словаря венгерского языка» (2 т., Пешт, 1866—1873), ряда венгерско-немецких, немецко-венгерских словарей, которые пользовались большой популярностью. Его труды составляют ценный вклад в лексикографическую литературу венгерского языка.

## Избранные труды
- «Ansführliche theoretisch-praktische Grammatik der ungarischen Sprache» (Пешт, 1843; 8 изд. 1881 г.);
- «Vollständiges Wörterbuch der ungar. und deutschen Sprache» (2 т., Пешт 1843; 5 изд. 1881);
- «Magy. nyelo teyes szótára» (2 т., Пешт, 1873);
- «Die Protestantenfrage in Ungarn und die Politik Oesterreichs» (Гамбург, 1860 г.);
- «Tájèkozás» (Пешт, 1862; 2 изд. 1863 г.);
- «Renaniána» (1864 г.);
- «Der Kampf des Protestantismus gegen den Ultramontanismus» (1864);
- «Biblische Studien» (1865, 1868) и др.